# …a bailar!
…a bailar! är det andra studioalbumet från den spanska musikgruppen Banghra. Albumet gavs ut 1 juli 2008. Albumet innehåller 15 låtar. Albumet debuterade på plats 75 på den spanska albumlistan den 20 juli och nådde som bäst plats 54 den 24 augusti. Totalt låg albumet på topp-100-listan i nio veckor. Två av låtarna från albumet släpptes som singlar.

## Låtlista
1. Una especie en extinción – 3:50
2. Unidos – 3:13
3. Babylon – 3:54
4. Bore-nâ – 3:00
5. City Light – 3:21
6. Give It Away – 4:36
7. Mi camino negro – 3:20
8. No Time – 3:50
9. Sin ti – 3:43
10. Quédate aquí – 3:17
11. 13th Street – 3:19
12. Una especie en extinción (Radio Edit) – 3:33
13. Unidos (Radio Edit) – 2:55
14. City Light (Radio Edit) – 3:02
15. Mi camino negro (Radio Edit) – 2:50

## Listplaceringar
| Lista (2008) | Topplacering |
| ------------ | ------------ |
| Spanien      | 54           |

## Singlar
- 2008 "Una especie en extinción"
- 2008 "Unidos"

### Fotnoter
1. 1 2 3  ”Chart history”. spanishcharts.com. http://spanishcharts.com/showitem.asp?interpret=Banghra&titel=A+bailar&cat=a. Läst 19 augusti 2012.